# Cochlonema cylindricum
Cochlonema cylindricum är en svampart som beskrevs av Drechsler 1937. Cochlonema cylindricum ingår i släktet Cochlonema och familjen Cochlonemataceae.   Inga underarter finns listade i Catalogue of Life.